# Alicularia compressa
Alicularia compressa là một loài rêu tản trong họ Jungermanniaceae. Loài này được (Hook.) Nees miêu tả khoa học lần đầu tiên năm 1844.